# Колката
Колка̀та (до 2001 г. – Калку̀та) (на английски: Kolkata; на бенгалски লককাতা) е град в Североизточна Индия, център на щата Западна Бенгалия. Разположен е на брега на река Хугли (един от ръкавите на Ганг). Населението на града е около 7 781 000 души, а на агломерацията около – 16 682 000 души.
По време на британското владичество Калкута е столица на цялата Британска Индия чак до 1911 г., благодарение на което градът е крупен образователен, научен, културен и политически център. От друга страна, проблеми на града са бедността, замърсяването на въздуха и задръстванията по пътищата.

## История
Областта около град Колката е населена от 2 хиляди години. Основан е от Британската източноиндийска компания през 1690 г. като пункт за търговия в богатата област Бенгалия. През 1699 г. британците построяват форт Уилям, който използват за регионална база. Колката, тогава Калкута, става център на една от трите английски територии в Индия. Поради конфликтите с Франция крепостта е доукрепена през 1756 г. Набабите от Бенгалия се бунтуват заради мобилизацията, при което завземат форт Уилям. Следващата година британците си възвръщат крепостта. През 1772 г. Калкута става център на Британска Индия. До 1805 г. блатата са пресушени, след което градът е преустроен като „град-дворец“. В началото на XIX век Калкута реално е два града, британски и индийски. През 50-те години на XIX век се наблюдава бърза индустриализация, разпространява се текстилната индустрия и преработката на юта. С индустрията се развива и инфраструктурата, например железниците и телеграфа. В града се появява и нова класа индийци, които са професионалисти, четат вестници, знаят английски език и се интересуват от традиционните индийски обичаи. Калкута става център на индийското движение за независимост. Британците през в 1905 г. предприемат неудачен опит да разделят Бенгалия на две части, което предизвиква масово недоволство, протести и бойкот на английските стоки. Поради тези протести и неблагоприятното административно положение, през 1911 г. столицата на Британска Индия е преместена в Делхи. През Втората световна война японците бомбардират града два пъти. Храната се изпраща за армията, поради което през 1943 г. в Бенгалия настава глад. При формирането на мюсюлманска държава през 1946 г. избухват масови безредици, които отнемат живота на 2000 души. Разделянето на Индия довежда до големи изблици на насилие и сериозен спад в броя на мюсюлманите в Източен Пакистан. По това време в града се заселват стотици хиляди индуси.

## География
Колката се намира в източната част на Индия, на географски координати 22°34′22″ с. ш. 88°21′50″ и. д. / 22.572778° с. ш. 88.363889° и. д. в делтата на река Ганг. Надморската височина е от 1,5 до 9 m. Разположен е линейно край бреговете на река Хугли в направление север-юг. По-голямата част от града е била блато в началото, унищожавано десетилетия наред поради бързо растящото население на града. Останала част, известна като Източнокалкутско блато, е вписана като „блато от национално значение“ в Рамсарската конвенция.
Както по-голямата част от Индо-Гангската низина, тук почвата е алувиална. Седиментни слоеве от глина и тиня, както и слоеве от пясъчник и баластра. Тези седименти са заключени между два глинени слоя, по-ниското между 250 и 650 m дълбочина и по-високото между 10 и 40 m дълбочина. Според Индийското бюро за стандарти градът се намира в Трета сеизмична зона по скалата от 1 до 5 (по-висока степен означава по-голяма опасност от земетресения), а по-отношение на ветровете и циклоните Колката е с „много висок риск от щети“ според Програмата за развитие на ООН.

## Климат
Климатът в Колката е субтропичен с летни мусони. Средната годишна температура е 26,8 °C, средните месечни температури варират от 19 до 30 °C, а максималните температури могат достигнат до 40 °C между май и юни. Своеобразна зима се наблюдава от средата на ноември до началото на февруари, като най-ниските температури през декември и януари са 12 – 14 °C. Най-високата измерена температура е 43 °C, а най-ниската – 5 °C.
Мусонът е най-забележителният климатичен феномен, който се наблюдава в града. Максималното количество валежи се наблюдава по време на мусона през август (306 mm), като обикновено годишната сума на валежите е 1582 mm. Мъглите рано сутрин и вечерният смог са често срещани явления поради температурните разлики. През лятото доминират силните югозападни ветрове. Общата годишна сума на слънчевите часове е 2528 h, най-много през март. Често в началото на лятото в града се образуват гръмотевични бури и поройни дъждове, които правят по-поносими жегата и влажността. Тези гръмотевични бури са известни като „Калбайшакхи“ (северозападни).
| Климатични данни за Колката, Индия    | Климатични данни за Колката, Индия | Климатични данни за Колката, Индия | Климатични данни за Колката, Индия | Климатични данни за Колката, Индия | Климатични данни за Колката, Индия | Климатични данни за Колката, Индия | Климатични данни за Колката, Индия | Климатични данни за Колката, Индия | Климатични данни за Колката, Индия | Климатични данни за Колката, Индия | Климатични данни за Колката, Индия | Климатични данни за Колката, Индия | Климатични данни за Колката, Индия |
| Месеци                                | яну.                               | фев.                               | март                               | апр.                               | май                                | юни                                | юли                                | авг.                               | сеп.                               | окт.                               | ное.                               | дек.                               | Годишно                            |
| Абсолютни максимални температури (°C) | 32                                 | 37                                 | 40                                 | 42                                 | 42                                 | 44                                 | 37                                 | 36                                 | 36                                 | 36                                 | 33                                 | 31                                 | 44                                 |
| Средни максимални температури (°C)    | 26,6                               | 29,7                               | 34,0                               | 36,3                               | 36,0                               | 34,1                               | 32,2                               | 32,0                               | 32,2                               | 31,9                               | 29,8                               | 27,0                               | 31,8                               |
| Средни минимални температури (°C)     | 8,9                                | 12,9                               | 18,7                               | 25,1                               | 26,4                               | 26,5                               | 26,1                               | 26,1                               | 25,8                               | 24,0                               | 18,9                               | 14,3                               | 22,2                               |
| Абсолютни минимални температури (°C)  | 5                                  | 8                                  | 10                                 | 16                                 | 18                                 | 21                                 | 23                                 | 23                                 | 22                                 | 17                                 | 11                                 | 7                                  | 5                                  |
| Средни месечни валежи (mm)            | 16,8                               | 22,9                               | 32,8                               | 47,7                               | 101,7                              | 259,9                              | 331,8                              | 328,8                              | 295,9                              | 151,3                              | 17,2                               | 7,4                                | 1614,2                             |
| Среден брой дни с валежи (≥ 1 mm)     | 1,2                                | 2,2                                | 3                                  | 4,8                                | 8,7                                | 14,7                               | 20,5                               | 20,2                               | 15,7                               | 8,1                                | 1.5                                | 0,9                                | 101,5                              |
| ------------------------------------- | ---------------------------------- | ---------------------------------- | ---------------------------------- | ---------------------------------- | ---------------------------------- | ---------------------------------- | ---------------------------------- | ---------------------------------- | ---------------------------------- | ---------------------------------- | ---------------------------------- | ---------------------------------- | ---------------------------------- |
| Източник: Хонконгска обсерватория     |                                    |                                    |                                    |                                    |                                    |                                    |                                    |                                    |                                    |                                    |                                    |                                    |                                    |

## Икономика
Колката е основният бизнес- и финансов център на Източна Индия и североизточните индийски щати. Тук се намира Колкатската фондова борса – втората по големина фондова борса в Индия.
Над 40 % от работната сила на Колката е заета в сивата икономика. Сериозна част от населението е заета и в държавните учреждения. В града неопитните и полуопитните работници са много повече от образованите и опитните. Както и в много други градове, през 1990-те години информационните технологии започват да се развиват със 70 % годишно – двойно повече от средното за страната. В последните години се наблюдава развитие и в инфраструктурата, благодарение на инвестициите на компании като DLF Limited и Unitech Group. В Колката се намират заводи на много големи индийски корпорации, чиято продукция варира от електроника до юта. Някои от големите компании, които имат щабове в града, са: ITC Limited, India Government Mint, Kolkata, Haldia Petrochemicals, Exide Industries, Hindustan Motors, Britannia Industries, Bata India, Birla Corporation, CESC Limited, Coal India Limited, Damodar Valley Corporation, PwC Индия, Peerless Group, United Bank of India, UCO Bank и Allahabad Bank. Събития като приемането на политиката „Поглед към изтока“, отварянето на прохода Натху Ла от Сиким за Китай и все по-големия интерес на югоизточноазиатските компании към индийския пазар поставят Колката в изгодна позиция за развитие в бъдещето.

## Транспорт
Общественият транспорт в Колката включва метро, система от крайградски жп линии, автобуси и трамваи. Градът е добре свързан чрез железопътни линии с другите региони на страната, в Колката се намират управленията на Източната и Югоизточна зона на индийските железопътни линии. Колката е обиколена от кръгова жп линия.
Метрото на Колката е първото в Индия, открито през 1984 г. и построено с техническата помощ на СССР. Системата включва една линия, прокарана от юг на север покрай реки Хугли на разстояние 22,3 km. Няколко други линии са в стадий на разработване и строителство.
Развита е система от автобусни линии, голяма част от които се обслужват от държавни автобусни компании. Колката е единственият град в Индия, който има система от трамвайни линии. Недостигът на пътища и удобни транспортни връзки все още е важен проблем на града и е причина за многобройни задръствания. Атракция за туристите представляват рикшите, теглени от хора. Много пъти са забранявани от властта, но така и не са изкоренени.
Международното летище на името на Нетаджи Субхас Чандра Боса (бенгалец, един от лидерите на Индийското движение за независимост, почитан наравно с Джавахарлал Неру и Махатма Ганди) в градчето Дум Дум приема международни и местни полети. Разположено е на около 17 km от центъра на Колката.
В очертанията на Колката се намира най-голямото морско пристанище на Източна Индия, разположено на 148 km от морето. Пристанището може да приема и големи океански кораби.

## Население
По данни от преброяването от 2011 г., в градските зони на Колката, които заемат площ от 185 km², живеят 4 486 679 души. За 10 години броят на жителите е намалял с 1,88 %. На 1000 мъже се падат 899 жени. Това съотношение е свързано с факта, че в града пристигат за работа предимно мъже от съседни селски райони, като Западна Бенгалия, Ориса, Бихар и Утар Прадеша. Нивото на грамотност за 2011 г. е над средното за Индия (87,14 % и 74 %). Населението на цялата градска агломерация през 2011 г. е 14 112 536 души.
По-голямата част от населението е съставена от бенгалци. В града живеят и редица други национални малцинства като китайци, тамили, непалци, ории, телугу, асамци, гуджаратци, арменци, гърци, тибетци, маратхи, конкани, малаяли, парси, пенджабци и др. Броят на живеещите в града арменци, гърци и евреи през 20 век, е намалял значително. До Втората световна война в бившата столица на Британска Индия живеят 5 хиляди евреи. Но след създаването на Израел, еврейската община значително намалява. През 2013 г. в Колката живеят едва 25 евреи. В източната част на града се намира китайският квартал, който в най-добрите си времена е наброявал до 20 хиляди китайци. Към 2009 г. техният брой е намалял до 2 хиляди вследствие на репатриациите по време на китайско-индийския пограничен конфликт през 1962 г., както и емиграцията към градове с по-добри социално-икономически условия. Китайската общност традиционно е заета в кожарската промишленост и ресторантьорството. В Колката преобладава официалният език на щата – бенгалският.
Английски се използва основно от високоплатените т.нар. „бели якички“. На хинди, урду и други езици разговаря незначителна част от населението на града. По-голямата част от населението изповядва индуизъм, а около 20 % – ислям. В сравнение с други големи градове на Индия, нивото на престъпност в Колката е ниско. През 2010 г. в града са извършени 117,3 престъпления на 100 хиляди души население при средно 187,6 за страната.
Към 2003 г. една трета от населението на града, около 1,5 милиона жители, живее в гета. Официално регистрираните гета в Колката с наличие на водоснабдяване, канализация и извозване на боклука от общинските служби може условно да се разделят на 2 групи – bustees, в които жителите имат някакъв дългосрочен договор за наем и udbastu colonies, предназначени за бежанците от република Бангладеш. Неразрешените от властите гета в които няма вододнабдяване, се разполагат край каналите, железопътните линии и автомобилните пътища около града.
}} През 2006 г. на границата на бедността се намира 14 % от населението. През 1979 г. майка Тереза получава Нобелова награда за мир за създаването и работата на организацията „Мисионерки на милосърдието“ в Колката, чиято цел става помощта за бездомните.

## Култура
Колката е известна с литературното си и художествено наследство. Като столица на Британската империя, градът става родно място на съвременната индийска литература и изкуство Наричан е „градът с кипяща творческа енергия“ и „културна столица на Индия“. Особеност на града са т.нар. общности „пара“ – квартали, чиито жители образуват определено съобщество. Обичайно „пара“ има свой собствен клуб и площадка за спорт. Местната форма на общуване „ада“ представлява спокойна интелектуална беседа на най-разнообразни теми.
Архитектурата на Колката се отличава с разнообразието си. Много здания са построени в индоислямски и индосарацински стил. Редица от тях са обявени за паметници на архитектурата, а други, които не влизат в този списък, постепенно са разрушени. Най-известните здания на Колката са Индийският музей, Мраморният дворец, мемориалът „Виктория“, Националната библиотека и Научният музей. Основаният през 1814 г. Индийски музей е най-старият в страната. В него се намират експонати от индийското изкуство и естествознание. Самият Мраморен дворец представлява пример за класическо европейско имение, каквито имения са строени в колониите от англичаните. В мемориала „Виктория“ е разположен музеят на града. Националната библиотека и научният музей на града са най-големите в страната.
От 1980-те години класическите театри в града започват да губят популярността си. Тяхното място е заето от любителски трупи, които представят най-разнообразни постановки на социално важни теми. Жителите на „парата“ Читпур традиционно се специализират в театралното направление на изкуството джатра, представляващо музикално танцувално представление. Колката също така е център на киното в Западна Бенгалия. Терминът „Толивуд“ се появява през 1932 г. от сливането на имената на Холивуд и района на Колката Толигунг, където са разположени повечето студии. Създаденото там направление на киноиндустрията получава името индийско паралелно кино, което не разчита на широка аудитория и се отличава със своя реализъм, прицелен в социални и обществено-политически проблеми. Най-ярките представители на киноиндустрията от Колката са носителят на „Оскар“ за 1992 г. за заслуги в киноизкуството Сатяджит Рей, кинорежисьорите Ритвик Гхатак, Мринал Сен, Ритупарно Гош, Тапан Синха, Апарна Сен и Будахеб Дасгупта.
В периода 19 – 20 век бенгалска литература е свързана с имената на Ишвар Видясагар, Бонкимчондро Чотопаддхая, Модхушудона Дута, Рабиндранат Тагор, Кази Насрул Ислям и Сарат Чандра Чатопадхая. Заедно със социалните реформи на Рам Мохан Рой и Свами Вивекананда, тяхната дейност става неотменна част от бенгалското възраждане.

## Известни личности
Родени в Колката
- Шри Ауробиндо (1872 – 1950), революционер и религиозен водач
- Сатиендра Нат Бозе (1894 – 1974), физик
- Момота Бондопадае (р. 1955), политик
- Свами Вивекананда (1863 – 1902), религиозен водач
- Рани Мукерджи (р. 1978), актриса
- Бхактиведанта Свами Прабхупада (1896 – 1977), религиозен водач
- Сатяджит Рей (1921 – 1992), режисьор
- Дебашри Рой (р. 1964), актриса
- Рабиндранат Тагор (1861 – 1941), писател и философ
- Уилям Мейкпийс Такъри (1811 – 1863), британски писател
- Приянка Триведи (р. 1977), актриса

Починали в Колката
- Сатиендра Нат Бозе (1894 – 1974), физик
- Сатяджит Рей (1921 – 1992), режисьор
- Рабиндранат Тагор (1861 – 1941), писател и философ
- Майка Тереза (1910 – 1997), монахиня

Други
- Парамаханса Йогананда (1893 – 1952), религиозен водач, живее в града в началото на 20 век
- Рамакришна (1836 – 1886), религиозен водач, живее в града в средата на 19 век
- Венката Раман (1888 – 1970), физик, живее в града през 1907 – 1933

## Побратимени градове
| Град      | Държава   |
| --------- | --------- |
| Лонг Бийч | САЩ       |
| Одеса     | Украйна   |
| Макао     | Макао     |
| Солун     | Гърция    |
| Неапол    | Италия    |
| Дака      | Бангладеш |
| Гуанджоу  | Китай     |